# Vrh (Krk)
Vrh (olaszul: Monte di Veglia) falu Horvátországban Tengermellék-Hegyvidék megyében. Közigazgatásilag Krkhez tartozik.

## Fekvése
A Krk-sziget Šotoventonak nevezett nyugati részén Krk városától 5 km-re északnyugatra, a tengerparttól mintegy 4 km-re fekszik. Tulajdonképpen Krk északi elővárosának számít. A mai település a korábbi Vrh, Kosići és Salatići falvak egyesítéséből jött létre.

## Története
Területe a 15. század közepéig csak gyéren lakott volt, főként néhány módosabb vegliai család használta mezőgazdasági célokra, elsősorban állattartásra. A Frangepánok, hogy fokozzák az adóból származó bevételeiket a 15. században velebiti vlachokat telepítettek ide, akik egy sajátos nyelvet az úgynevezett krki románt (krčkorumunjski) beszélték. Az első ismert falu, mely itt létrejött Brajde volt, majd Vrh, Kosići, Salatići és Bučul településeket is megalapították. Idővel a falvak három nagyobb házcsoporttá egyesültek, Vrh, Kosići és Salatići.
A Frangepánok krki uralma 1480-ig tartott, amikor Velence tartva attól, hogy a Mátyás magyar király elfoglalja Frangepán VII. Jánost a sziget átadására bírta. Ezt követően Krk szigetét a Velence által kinevezett kormányzók, velencei nemesek igazgatták, akik viszonylagos önállóságot élveztek. A 16. század elején a török veszély miatt a kontinens területeiről számos menekült érkezett ide. 1797-ben a napóleoni háborúk egyik következménye a Velencei Köztársaság megszűnése volt. Napóleon bukása után 1813-ban Krk osztrák kézre került. Ausztria 1822-ben a Kvarner szigeteivel együtt elválasztotta Dalmáciától és Isztriával kapcsolta össze, mely közvetlenül Bécs irányítása alá tartozott. 1867 és 1918 között az Osztrák–Magyar Monarchia része volt. 1857-ben 297, 1910-ben 418 lakosa volt. Az Osztrák-Magyar Monarchia bukását rövid olasz uralom követte, majd a település a Szerb–Horvát–Szlovén Királyság része lett. A második világháború idején előbb olasz, majd német csapatok szállták meg. A háborút követően újra Jugoszlávia, majd az önálló horvát állam része lett. 2011-ben 843 lakosa volt. Krk város közelsége és a turizmus fellendülése miatt az utóbbi időben dinamikusan fejlődik.

## Lakosság
| Lakosság változása | Lakosság változása | Lakosság változása | Lakosság változása | Lakosság változása | Lakosság változása | Lakosság változása | Lakosság változása | Lakosság változása | Lakosság változása | Lakosság változása | Lakosság változása | Lakosság változása | Lakosság változása | Lakosság változása | Lakosság változása |
| ------------------ | ------------------ | ------------------ | ------------------ | ------------------ | ------------------ | ------------------ | ------------------ | ------------------ | ------------------ | ------------------ | ------------------ | ------------------ | ------------------ | ------------------ | ------------------ |
| 1857               | 1869               | 1880               | 1890               | 1900               | 1910               | 1921               | 1931               | 1948               | 1953               | 1961               | 1971               | 1981               | 1991               | 2001               | 2011               |
| 297                | 326                | 326                | 417                | 426                | 418                | 438                | 459                | 567                | 579                | 625                | 645                | 687                | 733                | 769                | 843                |

## Nevezetességei
Szent Anasztázia tiszteletére szentelt kápolnája ma már romokban áll. A kápolna valószínűleg még az ókeresztény időkben épült, első írásos említése 1338-ban egy a vatikáni levéltárban fennmaradt adózással kapcsolatos okiratban történt. Romlása a 17. század közepén kezdődött, majd a napóleoni uralom alatt teljesen tönkrement és utána már senki sem törődött vele.